# Valaire
Valaire é uma comuna francesa na região administrativa do Centro, no departamento Loir-et-Cher. Estende-se por uma área de 6,83 km². Em 2010 a comuna tinha 88 habitantes (densidade: 12,9 hab./km²).